# جون جونسون (كرة سلة)
جون جونسون (بالإنجليزية: John Johnson)‏ مواليد 18 أكتوبر 1947 في قرطاج - الوفاة 7 يناير 2016، كان لاعب كرة سلة أمريكي بدأ مسيرته الاحترافية في سنة 1970. تم اختياره من قبل فريق كليفلاند كافالييرز خلال الدرافت. بلغ طوله 6 قدم 7 بوصة (2.0 م). اعتزل اللعب في 1982.

## المسيرة الاحترافية
لعب مع كليفلاند كافالييرز من سنة 1970 إلى 1973، ثم لعب مع بورتلاند ترايل بلايزرز من سنة 1973 إلى 1976، ثم لعب مع هيوستن روكتس من سنة 1975 إلى 1978، ثم لعب مع سياتل سوبرسونيكس من سنة 1977 إلى 1982.

## روابط خارجية
- جون جونسون على موقع إن بي أي (الإنجليزية)
- جون جونسون على موقع سبورتس رفرنس (الإنجليزية)
- جون جونسون على موقع كلية كرة السلة في سبورتس رفرنس.كوم (الإنجليزية)
- جون جونسون على موقع ريلجم (الإنجليزية)
- جون جونسون على موقع بروبوليرز (الإنجليزية)
- جون جونسون على موقع قاعة آيوا للمشاهير الرياضية (الإنجليزية)